# Salmoninae
Salmoninae è la sottofamiglia dei Salmonidi più conosciuta, in quanto ad essa appartengono le trote e i salmoni, importanti specie commestibili e di alto valore commerciale.

## Specie
- Acantholingua ohridana
- Brachymystax lenok
- Brachymystax savinovi
- Hucho bleekeri
- Hucho hucho
- Hucho ishikawae
- Hucho perryi
- Hucho taimen
- Oncorhynchus aguabonita
- Oncorhynchus apache
- Oncorhynchus chrysogaster
- Oncorhynchus clarkii clarkii
- Oncorhynchus clarkii lewisi
- Oncorhynchus clarkii pleuriticus
- Oncorhynchus gilae
- Oncorhynchus gorbuscha
- Oncorhynchus ishikawai
- Oncorhynchus iwame
- Oncorhynchus keta
- Oncorhynchus kisutch
- Oncorhynchus masou formosanum
- Oncorhynchus masou macrostomus
- Oncorhynchus masou masou
- Oncorhynchus mykiss
- Oncorhynchus nerka
- Oncorhynchus rhodurus
- Oncorhynchus tshawytscha
- Salmo akairos
- Salmo aphelios
- Salmo balcanicus
- Salmo carpio
- Salmo cettii
- Salmo dentex
- Salmo ezenami
- Salmo ferox
- Salmo fibreni
- Salmo ischchan
- Salmo labrax
- Salmo letnica
- Salmo louroensis
- Salmo lumi
- Salmo macedonicus
- Salmo macrostigma
- Salmo marmoratus
- Salmo nigripinnis
- Salmo obtusirostris
- Salmo pallaryi
- Salmo pelagonicus
- Salmo peristericus
- Salmo platycephalus
- Salmo rhodanensis
- Salmo salar
- Salmo schiefermuelleri
- Salmo stomachicus
- Salmo taleri
- Salmo trutta aralensis
- Salmo trutta fario
- Salmo trutta lacustris
- Salmo trutta oxianus
- Salmo trutta trutta
- Salmo visovacensis
- Salmo zrmanjaensis
- Salvelinus agassizii
- Salvelinus albus
- Salvelinus alpinus alpinus
- Salvelinus alpinus erythrinus
- Salvelinus anaktuvukensis
- Salvelinus andriashevi
- Salvelinus boganidae
- Salvelinus colii
- Salvelinus confluentus
- Salvelinus curilus
- Salvelinus czerskii
- Salvelinus drjagini
- Salvelinus elgyticus
- Salvelinus evasus
- Salvelinus fimbriatus
- Salvelinus fontinalis
- Salvelinus gracillimus
- Salvelinus grayi
- Salvelinus inframundus
- Salvelinus jacuticus
- Salvelinus japonicus
- Salvelinus killinensis
- Salvelinus krogiusae
- Salvelinus kronocius
- Salvelinus kuznetzovi
- Salvelinus leucomaenis imbrius
- Salvelinus leucomaenis leucomaenis
- Salvelinus leucomaenis pluvius
- Salvelinus levanidovi
- Salvelinus lonsdalii
- Salvelinus mallochi
- Salvelinus malma krascheninnikova
- Salvelinus malma malma
- Salvelinus malma miyabei
- Salvelinus maxillaris
- Salvelinus murta
- Salvelinus namaycush
- Salvelinus neiva
- Salvelinus obtusus
- Salvelinus perisii
- Salvelinus profundus
- Salvelinus scharffi
- Salvelinus schmidti
- Salvelinus struanensis
- Salvelinus thingvallensis
- Salvelinus tolmachoffi
- Salvelinus trevelyani
- Salvelinus umbla
- Salvelinus vasiljevae
- Salvelinus willoughbii
- Salvelinus youngeri
- Salvethymus svetovidovi